# 库岛金丝燕
库岛金丝燕（学名：Aerodramus sawtelli）是雨燕科的一种金丝燕，为库克群岛的特有种。
库岛金丝燕体型小，毛色偏深，体长约10（3.9英寸）。上半身羽毛呈熏棕色，下半身较浅。
库岛金丝燕的自然栖息地为岛上的蕨类分布区以及与其觅食区域重合的园艺区，筑巢于马卡泰阿岛的石灰岩洞中。该物种在阿蒂乌岛上被称作kopeka。